# 井上治典
井上 治典（いのうえ はるのり、1941年3月5日 - 2005年10月5日）は、日本の法学者。専門は民事訴訟法。学位は、博士（法学）（神戸大学・論文博士・1993年）（学位論文「多数当事者訴訟の法理」）。甲南大学教授、神戸大学教授、九州大学教授、立教大学教授などを歴任。弁護士。

## 来歴
山口県下関市にて生まれる。妻と三男も弁護士である。父は「連合赤軍事件」の弁護を務めた九州大学名誉教授の井上正治（刑法・刑事訴訟法・刑事学専攻）。母方の祖父は、不破武夫（九州帝国大学法文学部刑法講座担任）。
吉村徳重を指導教官として研究生活に入る。当初の研究課題は多数当事者訴訟の研究であり、従来共同訴訟と称されていたこの分野を多数当事者訴訟という観点から再構成した。井上正三とともに「手続保障の第三の波」学派の中心人物として積極的に研究活動を行った。この研究活動は民事訴訟における判決効論や手続保障論の枠組を越えた法社会学的な視点を取り入れた領域にまで及び新境地を開拓した。
一方で1985年から1990年まで司法試験考査委員を歴任。その経験を生かし受験予備校の教壇に立つこともあり、学生向けの演習書も多数執筆している（共著のものも含む）。晩年は法科大学院の教員も務めていた。立教大学野球部部長として、東京六大学野球連盟理事長の職も務めた。
2005年10月5日午前5時頃、「夫が息子に刺された」と妻から119番通報があり、病院に搬送されるも約1時間後に死亡した。神奈川県警多摩署は自宅居間に居た長男（当時38歳）が犯行を認めたため殺人未遂の現行犯で逮捕した。その後、横浜地検川崎支部は心神喪失と認定、不起訴処分とした。享年64。

## 学歴
- 1959年 福岡県立福岡高等学校卒業
- 1963年 九州大学法学部法律学科卒業
- 1965年 九州大学大学院法学研究科修士課程（私法学専攻）修了

## 学位
- 1993年10月 博士（法学）（神戸大学）（学位論文「多数当事者訴訟の法理」）

## 略歴
- 1965年 九州大学助手（法学部）
- 1968年 甲南大学講師（法学部）
- 1970年 甲南大学助教授（法学部）
- 1976年 甲南大学教授（法学部）
- 1978年 立教大学教授（法学部）
- 1982年 神戸大学教授（法学部）
- 1991年 九州大学教授（法学部）
- 1996年 立教大学教授（法学部）
- 1996年 弁護士登録（第二東京弁護士会）
- 2004年 立教大学教授（大学院法務研究科）

## 著書
- 『多数当事者訴訟の法理』（弘文堂、1981年）
- 『これからの民事訴訟法』（日本評論社、1983年）（伊藤眞、佐上善和と共著）
- 『多数当事者の訴訟』（信山社、1992年）
- 『民事手続論』（有斐閣、1993年）
- 『実践民事訴訟法』（有斐閣、2002年）
- 『民事手続における実践と理論』（信山社、2003年）
- 『エキサイティング民事訴訟法』（有斐閣、1993年）（高橋宏志と共著）